# Bryoerythrophyllum campylocarpum
Bryoerythrophyllum campylocarpum là một loài Rêu trong họ Pottiaceae. Loài này được (Müll. Hal.) H.A. Crum mô tả khoa học đầu tiên năm 1957.